# Kolusaari (ö i Birkaland, Tammerfors, lat 61,33, long 23,61)
Kolusaari är en ö i Finland. Den ligger i sjön Pyhäjärvi och i kommunen Vesilax i den ekonomiska regionen Tammerfors och landskapet Birkaland, i den södra delen av landet, 150 km nordväst om huvudstaden Helsingfors. Öns area är 0,2 hektar och dess största längd är 70 meter i sydöst-nordvästlig riktning.